# Carmelo Angulo
Carmelo Angulo Mendoza (Cobija, Bolivia, 23 de mayo de 1980) es un exfutbolista boliviano. Se desempeñaba como centrocampista. Es hijo del también futbolista Carmelo Angulo Ramírez así como hermano del también futbolista Marcelo Angulo.

## Selección nacional
Fue internacional con la Selección boliviana en seis ocasiones.

## Clubes
| Club                    | País    | Año         |
| ----------------------- | ------- | ----------- |
| Jorge Wilstermann       | Bolivia | 1998 - 2000 |
| Independiente Petrolero | Bolivia | 2001        |
| Jorge Wilstermann       | Bolivia | 2002        |
| Aurora                  | Bolivia | 2003 - 2004 |
| Bolívar                 | Bolivia | 2005 - 2006 |
| Blooming                | Bolivia | 2007        |
| The Strongest           | Bolivia | 2008        |
| La Paz F.C.             | Bolivia | 2009        |
| Jorge Wilstermann       | Bolivia | 2009        |
| The Strongest           | Bolivia | 2010        |
| Real Mamoré             | Bolivia | 2011 - 2012 |
| Aurora                  | Bolivia | 2012 - 2013 |
| Petrolero               | Bolivia | 2013        |

## Palmarés

### Campeonatos nacionales
| Título           | Club              | País    | Edición       |
| ---------------- | ----------------- | ------- | ------------- |
| Primera División | Jorge Wilstermann | Bolivia | Apertura 2010 |